# Myrcia laricina
Myrcia laricina är en myrtenväxtart som först beskrevs av Otto Karl Berg, och fick sitt nu gällande namn av Karl Ewald Maximilian Burret och Philipp von Luetzelburg. Myrcia laricina ingår i släktet Myrcia och familjen myrtenväxter. Inga underarter finns listade i Catalogue of Life.